# 카시나 데 페키역
카시나 데 페키 역(이탈리아어: Cassina de' Pecchi)은 카시나데페키 코무네에 위치한 밀라노 지하철의 2호선의 역이다.

## 역사
카시나 데 페키 역은 밀라노-고르곤촐라 트램고속선의 정거장으로 1968년 5월 5일에 문을 열었다. 1972년 12월 4일부터 역이 소재한 카시나 고바 - 고르곤촐라 구간이 밀라노 지하철 2호선과 연결되었고 그 이후로 지금까지 지하철 2호선의 일부로 운영하고 있다.

## 역 구조

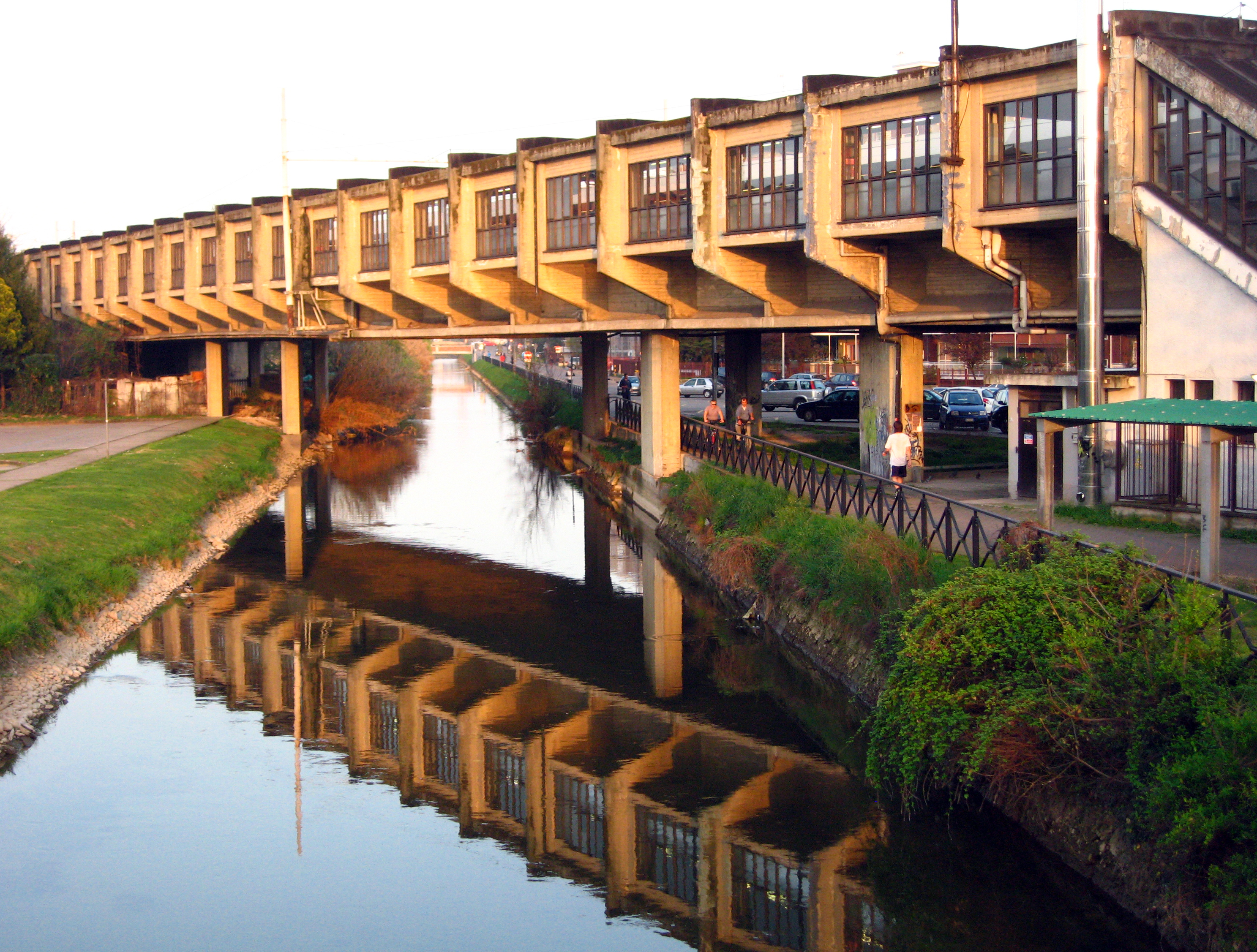
고가 구조

카시나 데 페키 역은 두 승강장에 두 선로로 이루어져 있다. 마르테사나 수로를 지나는 144m 길이의 고가교에 자리해 있다. 이 고가교는 실바노 초르치가 설계했다. 여객 건물은 승강장 서쪽 끝 선로 아래에 지하철 역사와 통합되어 있는 중이층에 위치해 있다.

## 시설
이 역에는 다음과 같은 시설이 있다.
- 승차권 판매기
- 화장실
- 바

## 환승
- 버스 정류장

## 참고 서적
- Giovanni Cornolò, Fuori porta in tram. Le tranvie extraurbane milanesi, Parma, Ermanno Arbertelli, 1980.
- Elio Ceron, Sergio Farné, La progettazione e la costruzione delle Linee Celeri dell'Adda, in "Ingegneria Ferroviaria", novembre 1995, pp. 1001–1022.